# Skyderiet i Field's 2022
Skyderiet i Field's 2022 fandt sted omkring klokken 17:30 den 3. juli 2022, da en person åbnede ild med en riffel i indkøbscentret Field's på Amager i København. Ved skyderiet blev tre mennesker dræbt og fire såret af direkte skud. Yderligere tre blev såret af mulige strejfskud, mens 20 personer kom lettere til skade i forbindelse med evakueringen af centret.
Københavns Politi fik en anmeldelse om skyderiet kl. 17:35 og rykkede herefter ud mod centeret, hvor de klokken 17:48 anholdte en 22-årig etnisk dansk mand. Motivet kendes ikke, men politiet formoder, at den mistænkte handlede alene. Dagen efter skyderiet blev han sigtet for tre drab, syv drabsforsøg og ulovlig våbenbesiddelse.
Samme dag var det planlagt, at Harry Styles skulle optræde i Royal Arena, der ligger mindre end en kilometer fra Field's. Selvom det først meldtes ud, at koncerten fortsat ville blive afholdt, blev koncerten senere aflyst. Koncertgængerne blev kørt til Vanløse Station med Københavns Metro-linjerne M1 og M2, der blev lukket midlertidigt for andre rejsende.

## Hændelsesforløb
Den 3. juli 2022 klokken 17:35 modtog politiet en anmeldelse om skyderi ved Field's, og klokken 17:48 blev den formodede gerningsmand pågrebet. Fire blev hårdt såret af skud, hvoraf tre kørtes til Rigshospitalet, mens én kørtes til Herlev Hospital. Klokken 20:05 indkaldte politiet til pressemøde kl. 20:45. På pressemødet meddelte chefpolitiinspektøren Søren Thomassen, at der var flere døde og sårede, og opfordrede berørte til at kontakte pårørende.
På sociale medier florerede løbende videoer af hændelsen. På et pressemøde d. 4. juli bad Københavns Politi om, at man ikke deler disse, og man påpegede, at delingen potentielt er strafbar.
På YouTube havde den formodede gerningsmand dagen inden angrebet uploadet en række videoer, hvor han poserede med våben rettet mod sig selv. Videoerne bar titlen I don't care ("Jeg er ligeglad").

### Omkomne og sårede
I alt pådrog 30 personer sig skader ved angrebet, hvoraf tre afgik ved døden. Det drejer sig om:
- En 17-årig dansk mand som var ansat hos Nordisk Film Biografer Field's.[24][25]
- En 17-årig dansk kvinde.
- En 46-årig mand med russisk statsborgerskab, bosiddende i København.[26]

Foruden de tre dræbte blev syv personer ramt af skud. Heraf var fire personer hårdt sårede. Det drejer sig om:
- To danske statsborgere, henholdsvis en 40-årig kvinde og en 19-årig kvinde
- Svensk 50-årig mand
- Svensk 16-årig pige fra Kristianstad. Hun blev udskrevet fra hospitalet den 7. juli efter to operationer.[27]

De resterende tre ramte kom lettere til skade, da de blev strejfet af skud. Det drejer sig om:
- En 15-årig kvindelig dansk statsborger.
- En 17-årig kvindelig dansk statsborger.
- En 45-årig mandlig afghansk statsborger bosiddende i Danmark.[28]

Ydermere blev 20 personer tilset for mindre skader i forbindelse med evakueringen af Field's.

### Grundlovsforhør
Dagen efter angrebet klokken 13:00 fandt grundlovsforhøret af den sigtede sted i Københavns Byret. Her oplyste anklageren, at sigtelsen indebar tre drab, syv drabsforsøg og ulovlig våbenbesiddelse. Dørene blev lukket, og pressen måtte således forlade retssalen, uden at det blev oplyst hvordan den sigtede forholder sig til sigtelsen. Den sigtede blev varetægtsfængslet i surrogat på en lukket psykiatrisk afdeling i 24 dage.

## Respons
Politiet oprettede senere på aftenen et krisecenter i Amagerhallen i Kastrup, og Region Hovedstaden indkaldte 500 medarbejdere i akutberedskab. Field's holdte lukket indtil 11. juli. En koncert med Harry Styles i Royal Arena blev aflyst, og politiet lukkede midlertidigt metrolinjerne M1 og M2 for alle andre end koncertgængere, der skulle hjem fra den aflyste koncert.

## Reaktioner
På grund af skuddramaet blev en reception med Kronprins Frederik som vært på Kongeskibet Dannebrog i Sønderborg Havn i anledning af Tour de France, der samme dag havde afsluttet sin sidste etape i Danmark, aflyst. Kongehuset udsendte senere en officiel udtalelse fra Dronning Margrethe 2. og kronprinsparret, hvori de bl.a. skrev "Situationen kalder på sammenhold og omsorg, og vi ønsker at rette en stor tak til politiet, beredskabet og sundhedsmyndighederne for deres hurtige og effektive indsats i disse timer". Via sin officielle Twitter-konto sendte Tour de France sine kondolencer til ofrene og deres familier. Danmarks statsminister, Mette Frederiksen, kaldte skyderiet et "grusomt angreb", "ubegribeligt", og "meningsløst".
Om aftenen 5. juli 2022 deltog flere tusinder personer, heriblandt Kronprins Frederik og Prins Christian, i en mindehøjtidelighed på Øster Boulevard foran Field's. Statsminister Mette Frederiksen og overborgmester Sophie Hæstorp Andersen holdte taler, og koret UngKlang og sangeren Andreas Odbjerg gav optrædener.

### Internationale reaktioner
- Norges statsminister, Jonas Gahr Støre, sendte på Twitter bl.a. tanker til de nødhjælpsarbejdere, der "lige nu arbejder for at redde liv og sikre befolkningen".[41]
- Sveriges statsminister, Magdalena Andersson, skrev blandt andet, at "Sverige er med Danmark i denne svære tid. Vi tænker på ofrene og deres pårørende", og tilføjede, at hun har tilbudt Mette Frederiksen sin støtte.[41]
- Islands statsminister, Katrín Jakobsdóttir, skrev om de "hjerteskærende nyheder" om menneskeliv, der "er blevet tabt på grund af uforståelig og meningsløs vold".[41]
- Finlands statsminister, Sanna Marin, udtalte ifølge nyhedsbureauet AFP, at hun blev meget "ked af at høre om den chokerende voldshandling".[42]
- Kosovos premierminister, Albin Kurti, skrev på Twitter: "Kondolencer til familier, der har mistet deres elskede. Kosovo står med Danmark."[43]
- USA's ambassadør i Danmark, Alan Leventhal, sendte på Twitter sine og hans kones, Sherrys, tanker til ofrene og deres pårørende, "hvis liv er forandret for evigt på grund af dagens hændelser".[43]
- Umiddelbart før starten på 4. etape af Tour de France ærede feltet og publikum ofrene med ét minuts klapsalver, mens løbets ti danske ryttere stod forrest.[44]

## Retssagen
254 vidner blev afhørt efter skyderiet og dannede således sammen med videomateriale udgangspunkt for den endelige tiltale. Dommen faldt den 5. juli 2023 hvor den sigtede blev dømt skyldig i hele anklageskriftet bl.a.  sindsyge i gerningsøjeblikket og at handlingen var planlagt. Den sigtede blev dømt til anbringelse på ubestemt tid på sikringen i Slagelse.